# Sistema venoso superficial
O Sistema venoso superficial é o conjunto de veias situadas superficialmente à aponevrose, localizadas no tecido celular sub-cutâneo, imediatamente a seguir à pele. 
É constituído, em cada membro inferior,  por dois eixos venosos principais, a grande safena também chamada safena interna pois percorre a face interna da perna e da coxa, e a pequena safena ou safena externa, situada na face posterior da perna. Estas veias drenam nas veias profundas pelas veias perfurantes, (veias perpendiculares à pele que perfuram a aponevrose para atingir as veias profundas). A última perfurante, em forma de "cajado",  constitui a crossa da veia safena. Recebem inúmeras colaterais que recolhem o sangue da pela e da gordura. No sistema venoso superficial o sangue drena de baixo para cima, em sentido anterógrado e da superfície para a profundidade, através das veias perfurantes.